# Laîche des sables
Carex arenaria
Espèce
Classification phylogénétique
La laîche des sables (Carex arenaria) est une espèce de plantes psammophytes de la famille des Cyperaceae qui pousse dans les dunes et les pelouses sablonneuses du littoral européen. Elle est naturalisée en Amérique du Nord.

## Description
- Organes reproducteurs
  - Couleur dominante des fleurs : marron
  - Période de floraison : juin-septembre
  - Inflorescence : racème d'épis
  - Sexualité : monoïque
  - Ordre de maturation : protandre
  - Pollinisation : anémogame
- Graine
  - Fruit : akène
  - Dissémination : épizoochore
- Habitat et répartition
  - Habitat type : pelouses sabulicoles européennes, maritimes, calcicoles
  - Aire de répartition : holarctique

données d'après : Julve, Ph., 1998 ff. - Baseflor. Index botanique, écologique et chorologique de la flore de France. Version : 23 avril 2004.

## Écologie
Les tiges souterraines, assez minces, à croissance rapide, sont des rhizomes très développés qui peuvent s'étendre sur une longue distance (plusieurs mètres). Bien que les ramifications de ces rhizomes ne soient pas visibles, on peut les suivre littéralement à la trace, du fait de la présence de chapelets d'axes aériens feuillés qui les jalonnent sur toute la longueur. En se ramifiant, puis en se fragmentant, ces tiges particulières assurent une multiplication végétative active.

## Utilisation médicinale
La plante contient de la silice, de la saponine, du tanin, des huiles essentielles et de la résine.
La médecine populaire utilise le rhizome comme dépuratif, en cas de bronchite et de rhumatismes.

### Liens externes

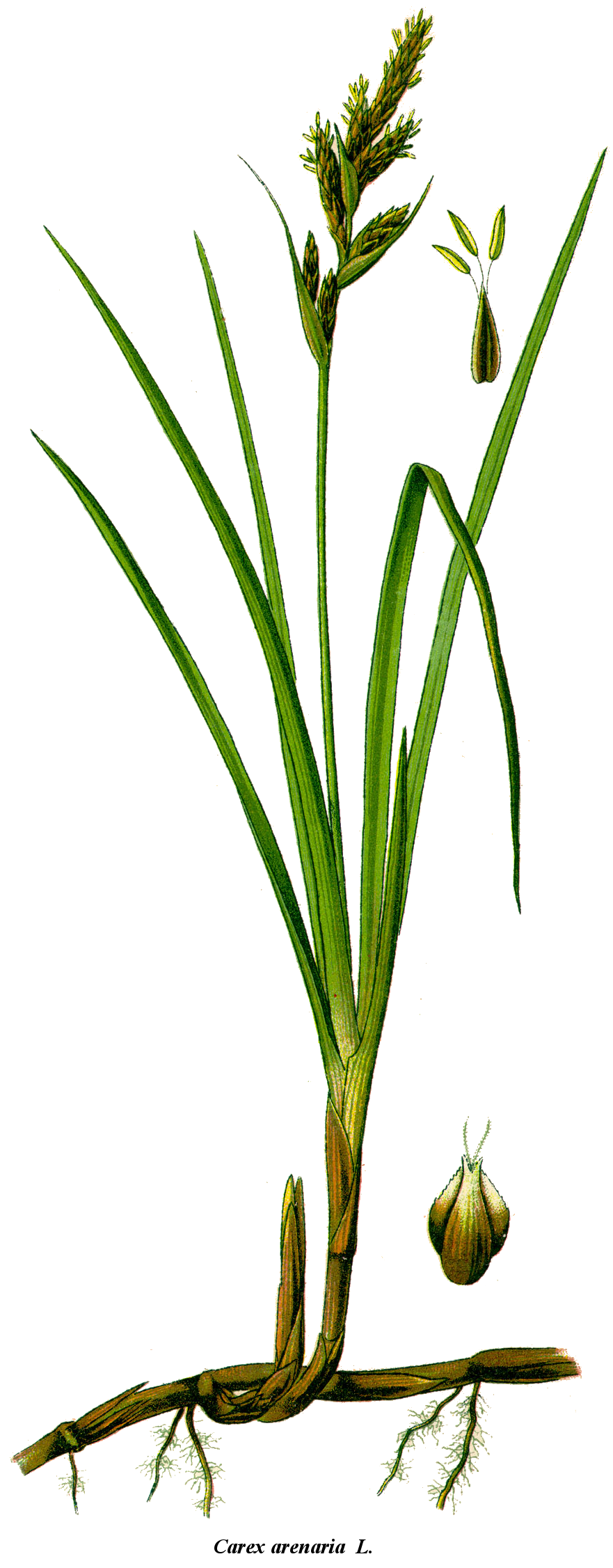
Carex arenaria